# Leslie Sternbergh
Leslie Sternbergh   (York, 29 de juny de 1960 - 27 de març de 2019) fon una autora estatunidenca de còmic underground que treballà en publicacions com Cherry, DC's Big Book of Urban Legends, History of the Marvel Universe, Juxtapoz, Mad, The Comics Journal, Twisted Sisters, Vogue, Weirdo o Wonder Woman.

## Biografia
Els únics còmics que llegí Sternbergh de menuda foren reedicions de la revista Mad, la tira eròtica Little Annie Fannie de la Playboy (quan ella encara era menor d'edat), exemplars de DC Comics i Warren Comics i la tira còmica Li'l Abner.
Els primers dibuixos d'Sternbergh eren dones nuetes per als seus companys d'escola: «jo les feia per als xics, ells em donaven els diners de l'almorzar i jo em comprava tebeos.»
Més tard estudià dibuix en la New York Academy of Art; també participà com a artista i com a actriu en la pel·lícula Alien Space Avenger i com a «cadira humana» de Robert Crumb en el documental Crumb.
Amiga personal de l'artista Dori Seda, morta el 1988, Sternbergh documentà el procés de reedició de l'obra de Seda en la història ...there's a way, or, My Dinner With Olga (1992).
Casada de 1986 ençà amb el matemàtic Adam Alexander, l'any 2014 estigueren a punt de ser desnonats del seu apartament de l'East Village novaiorqués per una falta d'ingressos derivada del seu tractament contra el càncer: per a evitar-ho, la parella demanà un micromecenatge que només recaptà 2.935 dòlars dels dotze mil que demanaven,
barata originals d'Sternbergh i d'altres artistes i peces úniques de la seua propietat, entre les quals una biografia autografiada d'Albert Einstein.
| A.   | Títol                 | Ed. | Detalls     |
| ---- | --------------------- | --- | ----------- |
| 1999 | The Big Book of Thugs | DC  | div. autors |